# 東郷町立音貝小学校
東郷町立音貝小学校（とうごうちょうりつ おとがいしょうがっこう）は、愛知県愛知郡東郷町にある公立小学校。

## 概要
- 東郷町南西部の小学校であり、校区は春木（勘右エ門新田、下鏡田（一部）、弥計、上針廻間、下針廻間、黒土、藤坂（一部）、半ノ木（一部）、千子、白土、音貝、涼松（一部））、涼松1・2丁目であり、公立中学校に進学する場合は東郷町立春木中学校に進学する[1]。

## 沿革
- 1976年（昭和51年）
  - 4月1日 - 東郷町立春木台小学校から分離し、開校。
  - 4月3日 - 開校式を行う。
  - 8月16日 - プールが完成する。
- 1978年（昭和53年）2月6日 - 屋内運動場が完成する。
- 2007年（平成19年）4月1日 - 東郷町立兵庫小学校を分離する。

## 交通アクセス
- 名鉄バス祐福寺線「音貝小学校前」バス停より徒歩すぐ。

名鉄名古屋本線前後駅より「赤池駅」（祐福寺経由）行。
名鉄豊田線・名古屋市営地下鉄鶴舞線赤池駅より「前後駅」（祐福寺経由）行。
- 名鉄バス豊明団地線「音貝小学校前」バス停より徒歩すぐ。

名鉄名古屋本線前後駅より「赤池駅」（藤田医科大学病院・地下鉄徳重経由）行。
名鉄豊田線・名古屋市営地下鉄鶴舞線赤池駅より「前後駅」（地下鉄徳重・藤田医科大学病院経由）行。
- じゅんかい君西コース「音貝小学校前」バス停より徒歩すぐ。ささ

## 周辺施設
- 東郷町立春木中学校
- 名古屋市立神の倉中学校
- 東郷町立兵庫小学校
- 東郷町立春木台小学校
- 名古屋市立神の倉小学校
- 音貝保育園
- 名古屋ゴルフ倶楽部・和合コース